# ウンジャマ・ラミー
『ウンジャマ・ラミー』 (Um Jammer Lammy) は、七音社が開発し、1999年3月18日にソニー・コンピュータエンタテインメントより発売されたプレイステーション用音楽ゲーム。
後にアーケード版『ウンジャマ・ラミー NOW!!』も登場した（後節を参照）。

## 概要
主人公のラミーが道中のステージを、先生のお手本にあわせたギター演奏によってクリアするのが課題。2人プレイ時はラミーと共にライバルキャラクターのウラミーも登場する。
同社の音楽ゲーム『パラッパラッパー』と世界観およびゲームシステムのつながりがあり、条件を満たすとパラッパを操作してのプレーも可能。
廉価版として、2001年4月12日に「PlayStation the Best」で、2003年3月28日に「PS one Books」で、それぞれ再発売されている。2008年2月27日にはPlayStation Network配信によるPlayStation 3、PlayStation Portable、PlayStation Vita向けゲームアーカイブスとして配信されている（年月日はいずれも日本国内のもの）。

## あらすじ
ギタリストのラミーは、所属するバンド“Milkcan（ミルクカン）”のライブ当日に寝坊をしてしまい、急いで会場へ行くことに。

## ステージ
- ステージには「GOOD」「BAD」などのランクがあり、AWFULが点滅しているだけの状態で失敗するかBAD以下で終了するとステージ失敗となる。
- 『パラッパラッパー』同様、「COOL」ランクへ突入するとフリー演奏モードになる。

## 登場人物

### Milkcan（ミルクカン）
ラミー・ケイティ・マーさんの3名で構成されているバンド。メンバー全員に遅刻癖があるらしい。
ラミー(Lammy)
本編の主人公。髪の毛の赤いヒツジの女の子。Milkcanのギター担当（左利き）。
普段はそそかしく恥ずかしがり屋だが、ギターを持つと途端に強気で活発な性格に変わる。夢の中で出会ったタマネギ先生の助言により、本物のギターでなくても、ギターらしく思えば別の物でも代用できるようになる。
ステージ1のOPムービー内の遅刻の言い訳の内容はパラッパラッパーのステージ5の内容に酷似しており、その際にパラッパが勝負したタマネギ先生、ムースリーニ先生、カエル先生、ニワトリ先生が一瞬ではあるが登場している。
『パラッパラッパー2』(英語版)ではパラッパ達の友達として再登場し、プレイヤーにはならないものの、ムービー内ではギターを手にして決め台詞を放ったり、プレイ中にギターを演奏すると言った演出を見せた。
テレビアニメ版『パラッパラッパー』にはEpisode9の「諦めるのは早いって!」にベストカップル発表の数秒間、彼女らしき人物が踊っているほか、『PJベリーのもぐもぐむにゃむにゃ』にも登場した。
マーさん(Mar)
Milkcanのドラム担当。
東洋の血を引いているらしく、不思議な言葉を話す。小柄だが凄い腕力を持っており、ドラムを叩くとかなり大きい音が鳴る。読書家で、特に神秘思想と経済学に関心を持つ。
3人の中では最も音楽の知識に詳しく、電子機器の操作にも長けており、コンポーザーとしても有能である。父親は漢方薬局の店主。
番外カットシーンではジョー・チン関連の物を破壊する事が多い。
『パラッパラッパー2』ではパラッパ達の友達として再登場するが、ステージ3ではパラッパパパの発明品で思わずパラッパ達を小さくさせると言うトラブルを起こしている。
テレビアニメ版『パラッパラッパー』には登場しなかったが、『PJベリーのもぐもぐむにゃむにゃ』に登場した。『PJベリーのもぐもぐむにゃむにゃ』では、彼女のセリフが縦書きの字幕として表示される演出がとられた。
ケイティ・キャット(Katy Kat)
Milkcanのメインヴォーカル兼ベース担当。Milkcanのリーダー。
前作「パラッパラッパー」にも登場した青い猫の女の子。

### 先生たち
全員、なんらかの形でラミーに会い、彼女に自分の仕事を手伝わせる。
タマネギ先生(Chop Chop Master Onion)
前作「パラッパラッパー」にも登場したカラテ・マスター。
道場経営に失敗して落ちぶれており、路上で空手を教えたり、お手伝いさんになったり、サンドイッチマンのバイトをしたりしてどうにか生きている。
ラミーの夢の中で「ミルクカンの新しいヴォーカリスト」として登場し、フォレバーな帰還を果たした。その際、ラミーに「道場、カジノ、すべてはココロじゃ」と謎の助言を与え、ラミーはギター以外のものでもギターとして代用できるようになった。
なお、彼のラップには後のステージでのシチュエーションが含まれており、ある意味、一種の予知夢である（例「ギターを作る術を手にすれば、地獄でプレイもできるじゃろう」）。
また、あくまでラミーの夢の中というためか、彼のステージはラミー単独でしかプレイできない。
パドル隊長(Chief Puddle)
犬（ダルメシアン）の消防士。
百戦錬磨の消防士で、大火災への出動回数は数知れない。「自分がサイコー！と思えなきゃ、この仕事は務まらないぜ」と、心の底から消防士としての仕事を誇りに思いつつ、楽しんでいる。
ピザ屋のビル火災で全面通行止めになった道路を渡らせてほしいと頼んできたラミーに消火活動の手伝いをするように要求する。
今作の先生の中で、唯一アニメに登場した。
ピラー婦長(Cathy Pillar)
芋虫の産婦人科この道50年の看護師。
ピザの食べすぎで太ったラミーを妊婦と勘違いし院内に連れて行くが、妊婦じゃないことがわかると、彼女に赤ちゃんのお守りを手伝わせる。ちなみに妊婦たちは全員ウサギの姿をしている。
プレイ中には唯一歌わず（歌うのは抱いている赤ちゃん）、口から赤い液体を吐いている事が多い。
フッセンペッパー機長(Captain Fussenpepper)
だいぶボケてしまっているジャンボジェットのパイロット。
長年軍隊で戦闘機のパイロットを務めていたが、うっかり味方の基地を誤爆して除隊処分。その後、友人のツテで民間の航空会社に勤める。身寄りがなく、さみしがり屋。
普段はボケ老人だが、頭に衝撃を受けるたびに軍人時代に帰化し、荒々しい言動をするようになる、いわゆる二重人格の持ち主。現場好きで、モットーは「生涯現場、死ぬのは飛行中」。本人は「老いてますますお盛ん」と思っているが、単に老いている。
「2」ではシティホールの受付係に再就職している。
チャック店長(Paul Chuck)
ビーバーの楽器店の店長。訛ったセリフが特徴。
ただ、店には楽器はなく、完全オーダーメイド。注文を受けると店長自ら店の裏の森に行き、木を切り出す事から始める。チェーンソーの達人で、どんな楽器でも丸太一本からフリーハンドで作り出す。ただし、「だけどもジョー・チンのチェインだけは使っちゃなんねえ」と語っている（ちなみにこのジョー・チンのチェインは「どんなブルドーザーよりも素早く木をなぎ倒せる」とのこと）。
彼の作った楽器は音が非常に良く、彼曰く「同じ魚を使っても、寿司屋のシェフの腕前で味が違うっぺ？刃物の入れ方で味も音も全然違うんのよ」と語っている。
楽器は注文を受けてから作ることにこだわりがあるらしく、飛行機にギターを紛失したラミーにタダでやる代わりにギター作りを手伝わせる。
テリヤキヨーコ(Teriyaki Yoko)
地獄（海外版ではジャングル）のアイドル。遅刻したギタリスト（ウラミー）と勘違いされたラミーに「ライブを成功させたら生き返らせてあげる（海外版では元の場所へ戻してあげる）」という交換条件を持ちかける。
歌は上手く、音楽にも造詣が深い。熱狂的なファンが多く、彼女のライブはいつも満員。なぜか彼女のステージでは偽のスタッフロールが流れたり、死亡したラミーからこのゲームに文句をつけるなどメタフィクション発言がある。
強気な性格だが、実は泣き虫で女らしい一面もあるらしく、隠れファンが多い。

### その他
ウラミー(Rammy)
地獄で活動しているフリーのギタリスト（右利き）。ラミーをモノクロにしたような外見をしているがラミーと違い、口が悪く強気で粗暴な性格。
どこかのバンドに入りたいと思っているが、被害妄想が強い上、ラミー同様遅刻常習犯のため、割とすぐクビになる。だが、ギターの腕前はラミーと同等もしくはそれ以上と言われている。
ヨーコのライブが終わった直後に登場し、自分の出番を奪われたことに因縁をつけてくるが、急いでいるラミーに無視される。
二人プレイ専用のキャラクター。演奏パートはラミーと同様。
パラッパ(Parappa)
前作「パラッパラッパー」の主人公。大きなオレンジのニット帽を被った犬の少年。
本編クリア後に彼を主人公としたストーリーをプレイ出来るようになる。本作ではなぜか一人称が「俺」になっており、ラミーとは会った事はない。
パラッパでプレイすると、楽曲のアレンジが変更されギター演奏ではなくラップになり、ラミー編よりも難しいボタン配列になる。
パラッパとラミーの協力プレーではそれぞれのパートでアレンジが交互に変化する。

## ウンジャマ・ラミー NOW!!
1999年12月15日に発売されたアーケードゲーム版。開発および販売はナムコ（後のバンダイナムコエンターテインメント）。
コナミの『GUITARFREAKS』のように、専用のギター型コントローラーで操作する大型筐体ゲーム。基本的なゲーム内容はPS版と同じであり、家庭用からアーケードへの逆移植の形となった。

## その他
2013年発売の『プレイステーション オールスター・バトルロイヤル』ではパラッパの必殺技を使うシーンにシルエットとしてラミーが出演している。